# Curtitoma delicata
Curtitoma delicata é uma espécie de gastrópode do gênero Curtitoma, pertencente a família Mangeliidae.